# Eva Biland

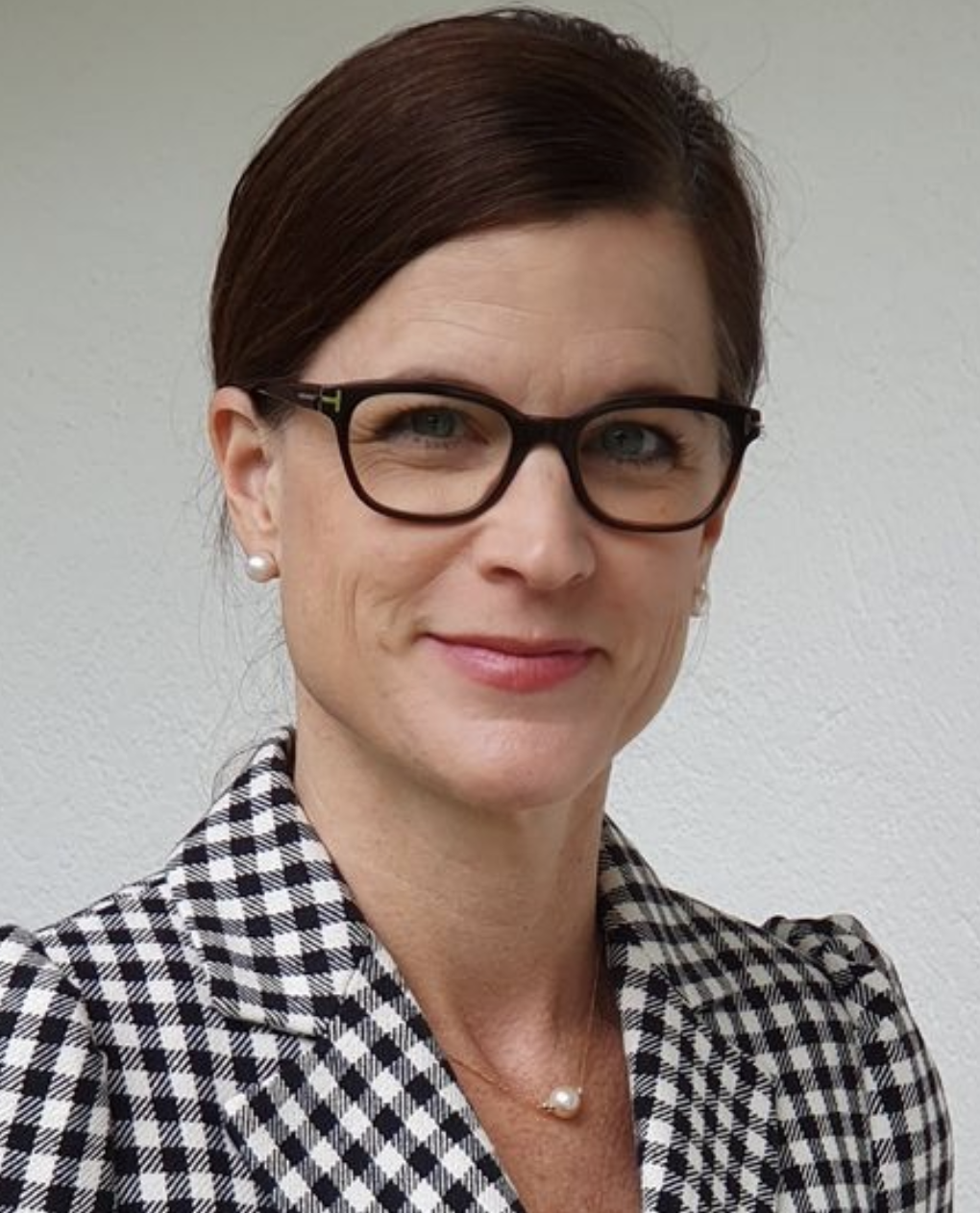
Eva Biland

Eva Biland (Zurigo, 11 aprile 1972) è una politica svizzera. Biland è vicepresidente dell’FDP nel cantone di Basilea e medica con dottorato.

## Biografia
Eva Biland ha studiato medicina all'Università di Zurigo e ad Harvard.
Nel 2023, nonostante la sua posizione di outsider, ha ottenuto il secondo miglior risultato del suo partito alle elezioni parlamentari nazionali. È candidata al governo per le elezioni dell‘autunno del 2024 nel cantone di Basilea. È autrice di una rubrica mensile sulla rivista svizzera Bajour.
È una delle poche donne all'interno del PLR Basilea che finora ha avuto la possibilità di ottenere funzioni rilevanti. Il suo partito è noto per essere estremamente "conservatore" nella nomina delle candidate donne. L'annuncio della candidatura di Biland è stato accolto favorevolmente da numerosi personaggi di spicco e politici sia nazionali che internazionali, tra cui Alexander Müller, membro del Bundestag tedesco e membro dell’FDP tedesco, Michel von Tell, il caporedattore Ronnie Grob, il consigliere nazionale Christian Wasserfallen, l'ex primo ministro della Turingia, Thomas Kemmerich, e l'autrice di bestseller Monika Hausammann.